# Palacete Visconde da Cunha Bueno
O Palacete Visconde da Cunha Bueno está localizado à Rua Treze de Maio, n° 2319, na cidade de São Carlos (São Paulo). Consta na lista de bens tombados publicada em 2021 pela Fundação Pró-Memória de São Carlos (FPMSC). Em 2019, foi decretado o tombamento a nível estadual pelo Conselho de Defesa do Patrimônio Histórico, Arqueológico, Artístico e Turístico (CONDEPHAAT).

## Histórico
O casarão foi construído, possivelmente, em 1883 e pertenceu a Francisco da Cunha Bueno, o Visconde da Cunha Bueno, político e maior produtor de café do municipio.  Em 1886, o visconde hospedou o Imperador D. Pedro II em seu palacete. Posteriormente, em 1919, foi sede da Escola de Commercio de São Carlos, então dirigida pelo desportista Julien Fauvel, primeiro goleiro do Santos Futebol Clube.
"É considerado o primeiro palacete urbano de São Carlos". Foi construído em estilo arquitetônico Neoclássico.

## Bem de interesse histórico
O Palacete Visconde da Cunha Bueno foi tombado em nível estadual pelo CONDEPHAAT (Decreto de Tombamento n° SC-48, de 19/12/2019) e reconhecido como "Edifício declarado de interesse histórico e cultural" (categoria 1) no inventário de bens patrimoniais do município de São Carlos, publicado em 2021 pela Fundação Pró-Memória de São Carlos (FPMSC), órgão público municipal responsável por "preservar e difundir o patrimônio histórico e cultural do Município de São Carlos".

A edificação também está na poligonal histórica delimitada pela Fundação, que compreende a conformação da cidade de São Carlos na década de 1940.
| “ | Categoria 1: correspondem às edificações tombadas em quaisquer instâncias, municipal, estadual ou federal, sendo proibida a demolição e permitidas ou não reformas, desde que seguidas as orientações específicas dos órgãos competentes | ” |
|   | |   |